# Liste der Wehrbauten in Namibia
Dies ist eine Liste der Wehrbauten in Namibia. Insgesamt gibt es laut dem Historiker Andreas Vogt 35 Wehrbauten in Namibia, viele davon aus Zeiten Deutsch-Südwestafrikas. Die Gliederung wurde gemäß diesem Standardwerk und – soweit vorhanden – der Einteilung des namibischen Denkmalrates vorgenommen.

## Festungen
Namibische Festungen waren mit Ausnahme der Anlage ǁKhauxaǃnasKlicklaut und dreier Forts der portugiesischen Kolonialtruppen im nördlichen Grenzgebiet zur damaligen portugiesischen Kolonie Província de Angola befestigte Militäranlagen der sogenannten Schutztruppe für Deutsch-Südwestafrika der deutschen Kolonialzeit.
| Name                                                            | Standort                                            | Bauzeit         | Historische Nutzung             | Derzeitige Nutzung         | Eigentümer | Zustand                                                      | Foto                          |
| --------------------------------------------------------------- | --------------------------------------------------- | --------------- | ------------------------------- | -------------------------- | ---------- | ------------------------------------------------------------ | ----------------------------- |
| Alte Feste                                                      | Windhoek 22° 34′ 10″ S, 17° 5′ 18″ O                | 1890–1893       | Militärische Befestigungsanlage | Namibisches Nationalmuseum | staatlich  | erhalten                                                     | Alte Feste Windhoek           |
| Altes Fort                                                      | Grootfontein 19° 33′ 30″ S, 18° 6′ 29″ O            | 1896            | Militärische Befestigungsanlage | Museum                     | privat     | gut erhalten                                                 | Altes Fort                    |
| Augeigas-Posten                                                 | Daan-Viljoen-Wildpark                               | 1890            | Militärischer Posten            |                            |            | zerstört (wohl 1894)                                         |                               |
| Schanze Aus                                                     | Aus                                                 |                 | Militärischer Posten (Schanze)  |                            |            | zerstört                                                     |                               |
| Curt von François-Feste                                         | Hauptstraße C28 22° 40′ 5″ S, 16° 37′ 13″ O         | 1890            | Militärischer Posten            | –                          | privat     | Ruine erhalten                                               | Curt von François-Feste       |
| Militärstation Epukiro                                          | bei Epukiro                                         | 1890            | Militärische Befestigungsanlage |                            |            | zerstört                                                     | Feste Epukiro                 |
| Eros-Feste („Aussichtspunkt“)                                   | Erosberge 22° 31′ 15″ S, 17° 6′ 59″ O               | um 1890         | Militärischer Posten            | –                          | privat     | Ruine erhalten                                               | Eros-Feste                    |
| Feste Bethanien                                                 | Bethanie                                            | um 1900–1906    | Militärischer Posten            | –                          |            | ?                                                            | Bethanien                     |
| Feste Gibeon                                                    | Gibeon                                              |                 | Militärische Befestigungsanlage |                            |            | zerstört                                                     | Feste Gibeon                  |
| Feste Gochas                                                    | Gochas                                              |                 | Militärische Befestigungsanlage |                            |            | zerstört                                                     | Gochas                        |
| Feste Gobabis                                                   | Gobabis                                             | 1896/97         | Militärische Befestigungsanlage |                            |            | zerstört                                                     | Postkarte der Feste Gobabis   |
| Feste Groß-Barmen                                               | Gross Barmen                                        |                 | Militärische Befestigungsanlage |                            |            | zerstört                                                     | Groß-Barmen                   |
| Feste Hoachanas                                                 | Hoachanas                                           |                 | Militärische Befestigungsanlage |                            |            | zerstört                                                     |                               |
| Johann-Albrechts-Feste (Albrechtshöhe)                          | zw. Karibib und Okahandja 21° 57′ 0″ S, 16° 5′ 2″ O | spätestens 1906 | Militärische Befestigungsanlage |                            | privat     | sehr gut erhalten                                            | Albrechtshöhe                 |
| Feste Kabus                                                     | Kabus                                               |                 | Militärische Befestigungsanlage |                            |            | zerstört                                                     | Foto                          |
| Kaiser-Wilhelm-Feste                                            | Tsaobis 22° 31′ 1″ S, 15° 51′ 0″ O                  | 1889            | Militärischer Posten            | –                          | privat     | Ruine erhalten                                               | Kaiser-Wilhelm-Feste          |
| Feste Keetmanshoop                                              | Keetmanshoop                                        |                 | Militärische Befestigungsanlage |                            |            | zerstört                                                     | Feste Keetmanshoop            |
| ǁKhauxaǃnasKlicklaut                                            | bei Karasburg 27° 16′ 0″ S, 19° 18′ 0″ O            | 18. Jahrhundert | Vorkoloniale Wehranlage         |                            |            | Ruinen erhalten                                              | ǁKhauxaǃnas                   |
| Station Kubub                                                   | Kubub                                               |                 | Militärischer Posten            |                            |            | zerstört                                                     | Foto                          |
| Fort Naiams                                                     | Seeheim 26° 48′ 59″ S, 17° 47′ 53″ O                | um 1898         | Militärischer Posten            | –                          | privat     | Ruine erhalten                                               | Fort Naiams                   |
| Fort Namutoni                                                   | Etosha-Nationalpark 18° 48′ 29″ S, 16° 56′ 25″ O    | 1897            | Militärische Befestigungsanlage | Hotel                      | staatlich  | gut erhalten                                                 | Namutoni                      |
| Klein-Nauas-Schutztruppenturm Hindenburgturm                    | Hauptstraße C14/D1448 23° 19′ 32″ S, 17° 50′ 32″ O  |                 | Militärischer Posten            | –                          | privat     | Ruine erhalten                                               | Klein-Nauas-Schutztruppenturm |
| Oas-Feste                                                       | im Osten des Landes                                 | 1895            | Militärische Befestigungsanlage |                            |            | zerstört                                                     | Foto                          |
| Feste Okahandja                                                 | Okahandja 21° 58′ 51″ S, 16° 54′ 59″ O              |                 | Militärische Befestigungsanlage | bis 2004 Postamt           |            | zerstört                                                     | Feste Okahandja               |
| Feste Okaukuejo                                                 | Okaukuejo 19° 10′ 48″ S, 15° 55′ 24″ O              | 1900/01         | Militärische Befestigungsanlage |                            |            | zerstört                                                     | Feste Okaukuejo               |
| Feste Outjo                                                     | Outjo                                               | 1897            | Militärische Befestigungsanlage |                            |            | zerstört                                                     | Feste Outjo                   |
| Unterstation Okombahe                                           | Okombahe                                            |                 | Militärischer Posten            |                            |            | zerstört                                                     |                               |
| Feste Omaruru                                                   | Omaruru                                             |                 | Militärische Befestigungsanlage |                            |            | zerstört                                                     | Feste Omaruru                 |
| Feste Otjimbingwe                                               | Otjimbingwe                                         |                 | Militärische Befestigungsanlage |                            |            | zerstört                                                     | Feste Otjimbingwe             |
| Rietfontein-Feste                                               | Rietfontein                                         |                 | Militärischer Posten            |                            |            | zerstört                                                     | Foto                          |
| Feste Salem                                                     |                                                     |                 | Militärische Befestigungsanlage |                            |            | zerstört                                                     | Foto                          |
| Station Seeis                                                   | Seeis                                               |                 | Militärischer Posten            |                            |            | zerstört                                                     | Foto                          |
| Fort Sesfontein                                                 | Sesfontein 19° 7′ 11″ S, 13° 37′ 7″ O               | 1896            | Militärische Befestigungsanlage | Hotel                      | privat     | sehr gut erhalten                                            | Fort Sesfontein               |
| Fort Tinkas                                                     | unweit der Blutkuppe                                |                 | Militärischer Posten            |                            |            | zerstört                                                     | Tinkas                        |
| Warmbad-Feste                                                   | Warmbad 28° 26′ 58″ S, 18° 44′ 17″ O                |                 | Militärischer Posten            | –                          | staatlich  | Festungstore erhalten                                        | Warmbad-Feste                 |
| Station Witvlei                                                 | Witvlei                                             |                 | Militärischer Posten            |                            |            | zerstört                                                     | Foto                          |
| Portugiesische Forts - Fort Bunya - Fort Shambyu - Fort Mucusso | Bunya Shambyu Mucusso 18° 2′ 51″ S, 21° 27′ 26″ O   | Mucusso: 1909   | Militärische Befestigungsanlage |                            |            | zerstört; Mucusso (Ruinen erhalten) 1912 nach Angola verlegt |                               |

## Herrenhäuser
Diese Herrenhäuser der Neuzeit sind eine Mischung aus Burgenelementen und Schlossbauten aus der Kolonialzeit. Ihr Name nimmt meist Bezug auf die Besitzer und den überwiegenden Teil der architektonischen Bauelemente. Zum Teil waren sie als Wehrbau in Funktion.
| Name            | Standort                                     | Bauzeit   | Historische Nutzung                                                 | Derzeitige Nutzung | Eigentümer | Zustand           | Foto          |
| --------------- | -------------------------------------------- | --------- | ------------------------------------------------------------------- | ------------------ | ---------- | ----------------- | ------------- |
| Schloss Duwisib | Hardap (Region) 25° 15′ 26″ S, 16° 32′ 29″ O | 1908      | Privatresidenz                                                      | Hotel              | staatlich  | gut erhalten      | Duwisib       |
| Heinitzburg     | Windhoek 22° 34′ 27″ S, 17° 5′ 32″ O         | 1914      | Privatresidenz                                                      | Hotel              | privat     | sehr gut erhalten | Heinitzburg   |
| Sanderburg      | Windhoek 22° 34′ 30″ S, 17° 5′ 35″ O         | 1917–1919 | Privatresidenz                                                      | Privatresidenz     | privat     | sehr gut erhalten | Sanderburg    |
| Schwerinsburg   | Windhoek 22° 34′ 24″ S, 17° 5′ 33″ O         | 1890–1913 | Militärische Befestigungsanlage Sperlingslust später Privatresidenz | Privatresidenz     | privat     | sehr gut erhalten | Schwerinsburg |